# Camp de réfugiés de Tel al-Sultan
Le camp de réfugiés de Tel al-Sultan (ou Tall as-Sultan en arabe : معسكر تل السلطان), est l'un des huit camps de réfugiés palestiniens situés dans la bande de Gaza. Il est situé au nord de Rafah et du camp de réfugiés de Rafah, dans le gouvernorat de Rafah, à proximité de la frontière entre l'Égypte et la bande de Gaza,.
Il a été établi principalement pour absorber les réfugiés rapatriés du camp de réfugiés Canada.
L'UNRWA ne fait pas de distinction entre le camp de Rafah et celui de Tall as-Sultan. Sa population est estimée à 64 000 habitants en 1993, puis à 24 418, en 2006, par le bureau central palestinien des statistiques.
Durant la guerre de Gaza de 2023-2025, Israël bombarde le camp le 26 mai 2024, y tuant au moins 45 personnes.
Le camp est totalement rasé par l'armée israélienne en 2025.